# HMNZS Kiwi (T102)

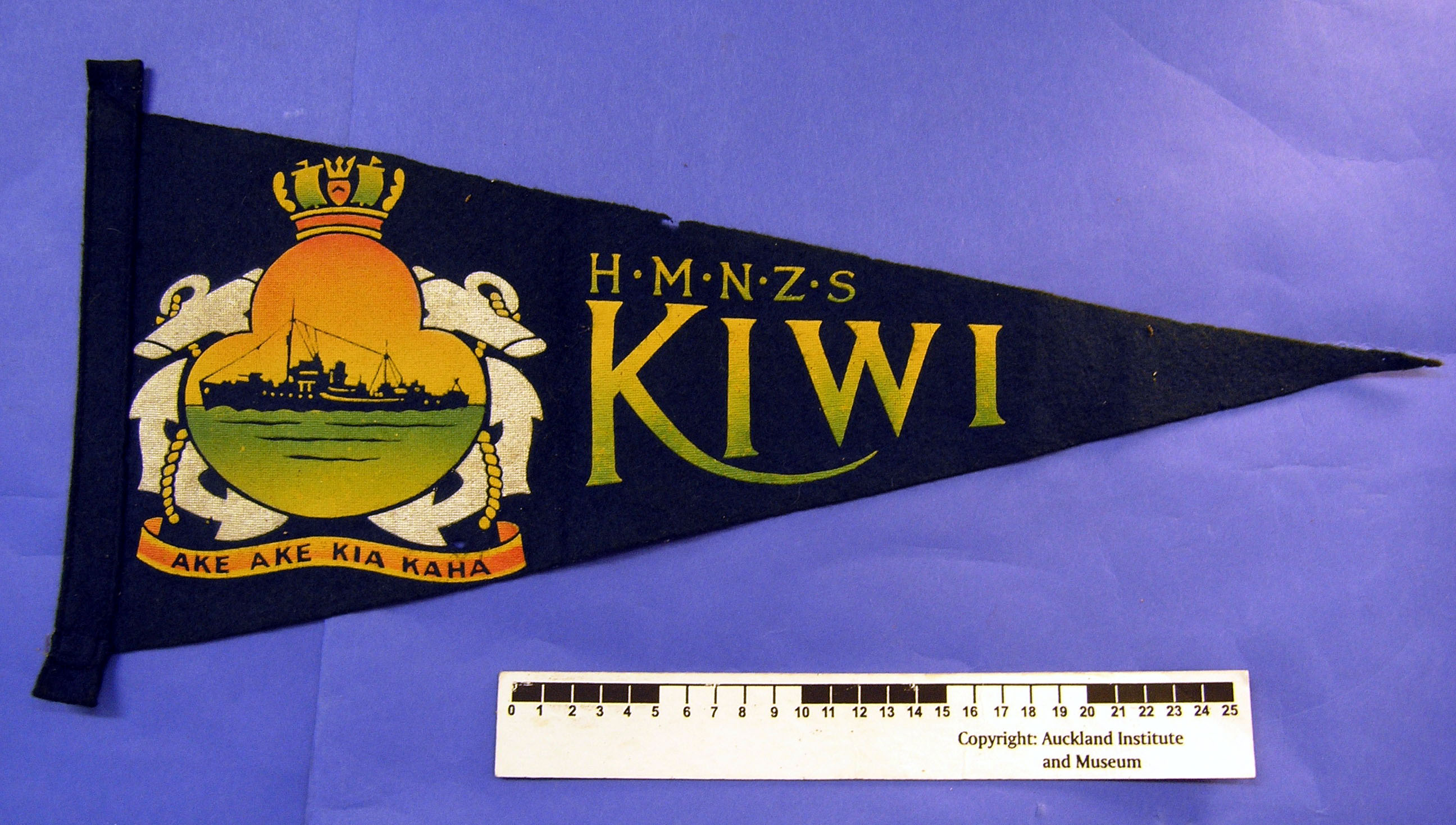
Вимпел тральщика «Ківі» з зображенням корабля

HMNZS Kiwi (T102) — тральщик типу «Бьорд» Королівського новозеландського військового флоту.
Корабель ввели в експлуатацію 1941 року для протимінної діяльності та протичовнової оборони. З 1948 по 1956 рік виконував функції навчального корабля.
29 січня 1943 року, діючи разом з однотипним кораблем «Moa», «Ківі» протаранив та вивів з ладу велику японську субмарину I-1. Капітан тральщика, лейтенант-командер Гордон Брідсон був нагороджений британським Хрестом за відмінну службу та Військово-морським хрестом (США) за цей бій.
«Ківі» був першим кораблем Королівського новозеландського військово-морського флоту, названим на честь птаха-символу Нової Зеландії .